# シューマッハ (小惑星)
シューマッハ (5704 Schumacher) は、小惑星帯の小惑星。カール・ラインムートがハイデルベルクのケーニッヒシュトゥール天文台で発見した。
ドイツの天文学者、測地学者、ハインリッヒ・シューマッハに因んで命名された。